# Bloober Team
Bloober Team SA est un studio développement de jeux vidéo polonais basé à Cracovie. Fondée en novembre 2008 par Piotr Babieno et Piotr Bielatowicz, la société est surtout connue pour avoir développé Layers of Fear (2016), Observer (2017), Blair Witch (2019) et The Medium (2021). En janvier 2018, Bloober Team a reçu le prix Paszport Polityki dans la catégorie "Culture numérique".

## Histoire
Bloober Team a été fondée par Piotr Babieno et Piotr Bielatowicz. Le studio faisait à l'origine partie de Nibris, un studio créé en 2006, mais cherchait à devenir indépendant grâce au financement d'investisseurs. Le studio a été officiellement lancé le 6 novembre 2008, employant 20 personnes dans les bureaux de Cracovie. Babieno est devenu le directeur général de l'entreprise. En octobre 2010, à la suite de la décision de Nibris de quitter l'activité de développement de jeux et à l'annulation de leur seul jeu vidéo, Sadness, de nombreux développeurs de la société ont rejoint Bloober Team.
L'un de leurs premiers titres qu'ils ont développés était Music Master: Chopin pour Microsoft Windows et iOS. Parce qu'il est sorti pour célébrer le 200e anniversaire de la naissance de Frédéric Chopin, le jeu contient plusieurs interprétations au piano et au chant de l'œuvre de Chopin,. En 2013, ils ont sorti un jeu d'arène de combat en ligne multijoueur gratuit Deathmatch Village pour PlayStation 3 et PlayStation Vita. Il propose une interactivité croisée entre les deux consoles et se compose de batailles d'arène à trois contre trois,.
L'un des tournants de l'histoire de Bloober Team a été le développement de Basement Crawl, qui a fait ses débuts aux côtés de la PlayStation 4. À la suite d'une mauvaise réception, le studio a retravaillé le jeu en réutilisant le concept de base du jeu tout en introduisant de nouveaux graphismes, mécanismes de jeu, histoire et modes de jeu. Le produit résultant, Brawl, a été publié en février 2015 avec des critiques favorables et a été mis gratuitement à la disposition des propriétaires de Basement Crawl. Il s'ensuit ensuite, la sortie de Layers Of Fear, un survival horror sorti en 2016 qui connu un succès critique mitigé,, et de Observer en 2017 qui reçut un meilleur accueil,.
Le développeur a reçu le prix Paszport Polityki dans la catégorie « Culture numérique » le 10 janvier 2018. Un nouveau projet, baptisé Project Méliès, a été annoncé le 8 mars 2018. En octobre de la même année, le titre a été indiqué comme étant Layers of Fear 2, qui sortit en 2019 et est édité Gun Media.
En 2009, Bloober Team a fondé une filiale à responsabilité limitée iFun4all sp. z o.o. et l'a ensuite apporté à la bourse NewConnect avec son introduction en bourse le 23 septembre 2016. Le 23 août 2019, la société a changé son nom d'iFun4all en Draw Distance. Bloober Team reste propriétaire de 34,98% des actions de Draw Distance.
Après environ un an de négociations avec diverses sociétés liées à une acquisition, Bloober Team a déclaré en mars 2021 qu'elle prévoyait de rester en tant que société indépendante, mais chercherait à établir un partenariat stratégique avec l'une de ces sociétés à l'avenir.
Bloober Team et Konami ont annoncé un partenariat stratégique en juin 2021 pour partager conjointement la technologie et le développement de jeux vers des titres de jeux vidéo.
En octobre 2021, Bloober Team a annoncé que Tencent devenait son actionnaire majoritaire avec 22 % des actions. En mai 2022, Bloober Team a informé un « important accord de licence et de distribution » avec Sony Interactive Entertainment.
Pendant le Summer Games Fest 2022, l'équipe Bloober a confirmé qu'elle travaillait sur un nouveau Layers of Fear, décrit à la fois comme un remaster et une suite de la série originale, construit à l'aide d'Unreal Engine 5.

## Jeux développés
| Année | Titre                                  | Plateforme(s)                                                                                             | Genre(s)                             | Ref.   |
| ----- | -------------------------------------- | --- | ------------------------------------ | ------ |
| 2010  | History: Egypt – Engineering an Empire | iOS, Microsoft Windows, Nintendo DS, PlayStation Portable, Wii                                            | Stratégie                            | [ 27 ] |
| 2010  | Hospital Havoc                         | Nintendo DS                                                                                               | Simulation                           | [ 28 ] |
| 2010  | Music Master: Chopin                   | iOS, macOS, Microsoft Windows                                                                             | Musique                              | [ 29 ] |
| 2011  | Double Bloob                           | Nintendo DSi                                                                                              | Action                               | [ 30 ] |
| 2011  | Paper Wars: Cannon Fodder              | Nintendo DS, PlayStation Portable, Wii, Xbox 360                                                          | Strategie                            | [ 31 ] |
| 2012  | A-Men                                  | Microsoft Windows, PlayStation 3, PlayStation Vita                                                        | Puzzle                               | [ 32 ] |
| 2013  | Deathmatch Village                     | PlayStation 3, PlayStation Vita                                                                           | Arène de combat en ligne multijoueur | [ 33 ] |
| 2013  | A-Men 2                                | Microsoft Windows, PlayStation 3, PlayStation Vita                                                        | Puzzle                               | [ 34 ] |
| 2014  | Basement Crawl                         | PlayStation 4                                                                                             | Action                               | [ 35 ] |
| 2015  | Brawl                                  | Android, Linux, macOS, Microsoft Windows, Nintendo Switch, PlayStation 4                                  | Action                               | [ 10 ] |
| 2016  | Layers of Fear                         | Linux, macOS, Microsoft Windows, Nintendo Switch, PlayStation 4, Xbox One                                 | Horreur psychologique                | ,      |
| 2017  | Observer                               | Linux, macOS, Microsoft Windows, Nintendo Switch, PlayStation 4, Xbox One, PlayStation 5, Xbox Series X/S | Horreur psychologique                | [ 38 ] |
| 2019  | Layers of Fear 2                       | Microsoft Windows, PlayStation 4, Xbox One, Nintendo Switch                                               | Horreur psychologique                | [ 17 ] |
| 2019  | Blair Witch                            | Microsoft Windows, Xbox One, Playstation 4, Nintendo Switch, Amazon Luna                                  | Horreur psychologique                | [ 39 ] |
| 2021  | The Medium                             | Microsoft Windows, Xbox Series X/S, PlayStation 5, Amazon Luna, Nintendo Switch, macOS                    | Horreur psychologique                | [ 40 ] |
| 2023  | Layers of Fears                        | Microsoft Windows, PlayStation 5, Xbox Series X/S                                                         | Horreur psychologique                | [ 41 ] |
| 2024  | Silent Hill 2                          | Microsoft Windows, PlayStation 5                                                                          | Horreur psychologique                |        |
| 2025  | Cronos: The New Dawn (en)              | Microsoft Windows, PlayStation 5, Xbox Series X/S                                                         | Horreur psychologique                | [ 42 ] |
| NC    | Silent Hill                            | NC | Horreur psychologique                | [ 43 ] |

### Jeux annulés
- Gender Wars: The Battle, aussi nommé Future Fight (iOS)[44],[45]
- Last Flight (Wii)[46]